# Rashida Jones
Rashida Leah Jones (IPA: rə'shiːdə; Los Angeles, 1976. február 25.) Grammy-díjas amerikai színésznő, rendező, író, producer. 
Leginkább televíziós szerepeiről ismert: ő alakította Louisa Fennt a Fox Boston Public (2000–2002) című sorozatában. Karen Filippelli karakterét formálta meg az NBC Office (2006–2009; 2011), illetve Ann Perkinst az NBC Városfejlesztési osztály (2009–2015) című vígjátéksorozatában. 2016–2019 között az Angie Tribeca – A törvény nemében (2016-2019) című sorozat címszereplője volt.

## Fiatalkora
Los Angelesben született, Peggy Lipton színésznő és Quincy Jones producer gyermekeként. Kidada Jones színésznő testvére.  Apja afroamerikai, apai nagyapja walesi származású. Anyja zsidó származású volt. Jones és nővére zsidó hitben nevelkedtek; Jones héber iskolába járt, de tízéves korában kilépett és bármicvója sem volt.
A Los Angeles-i Bel Air-ben nőtt fel. Apja életrajzában leírta: gyakran úgy találta a hatéves Jones-t, hogy a takaró alatt rejtőzködött és öt könyvet olvasott egyszerre egy zseblámpával. Jones elmondása szerint "kockafejűként" nőtt fel, illetve "floppylemezes és betárcsázós modemes számítógépe volt, mielőtt az menő lett volna". Már kiskorában megmutatkozott zenei tehetsége; gyakran zongorázott. Anyja az Entertainment Tonight műsorban elmondta, hogy Jones "csodálatos énekes-dalszerző" is volt.
A Buckley Schoolban tanult. Mikor 14 éves volt, szülei elváltak. Nővére az apjával maradt, míg Rashida anyjával Brentwoodba költözött. Ezután azzal vívott ki figyelmet, hogy nyílt levélben válaszolt Tupac Shakurnak szülei házasságával kapcsolatban.
Tanulmányait a Harvard Egyetemen folytatta. Eleinte ügyvéd szeretett volna lenni, de az O. J. Simpson-ügy után meggondolta magát. Ezt követően a művészet irányába fordult, és az Opportunes nevű a cappella együttes vezetője lett.

## Magánélete
2003 februárjában eljegyezték egymást Mark Ronson producerrel. Kapcsolatuk körülbelül egy évvel később véget ért.
2018-ban fia született barátjától, Ezra Koenig zenésztől.

## Filmográfia

### Film
| Év   | Magyar cím                           | Eredeti cím                                                | Szerep                             | Magyar hang        |
| ---- | ------------------------------------ | ---------------------------------------------------------- | ---------------------------------- | ------------------ |
| 1998 |                                      | Myth America                                               | N/A                                |                    |
| 2000 |                                      | East of A                                                  | Emily                              |                    |
| 2001 |                                      | Roadside Assistance (rövidfilm)                            | Lucy                               |                    |
| 2002 | Szemből telibe                       | Full Frontal                                               | N/A                                |                    |
| 2002 |                                      | Now You Know                                               | Kerri                              |                    |
| 2003 |                                      | Death of a Dynasty                                         | Layna Hudson                       |                    |
| 2004 | Magánürügy                           | Little Black Book                                          | Dr. Rachel Keyes                   |                    |
| 2007 | A tíz                                | The Ten                                                    | Rebecca Fornier házigazda          |                    |
| 2008 |                                      | Life in Flight                                             | Nina                               |                    |
| 2009 |                                      | Brief Interviews with Hideous Men                          | Hannah                             |                    |
| 2009 | Spancserek                           | I Love You, Man                                            | Zooey                              | Pikali Gerda       |
| 2010 | Két kopper                           | Cop Out                                                    | Debbie                             | Bánfalvi Eszter    |
| 2010 | Social Network – A közösségi háló    | The Social Network                                         | Marylin Delpy                      | Nemes Takách Kata  |
| 2010 |                                      | Monogamy                                                   | Nat                                |                    |
| 2011 | Vad évad                             | The Big Year                                               | Ellie                              | Tornyi Ildikó      |
| 2011 | Barátság extrákkal                   | Friends with Benefits                                      | Maddison (stáblistán nem szerepel) | Kiss Eszter        |
| 2011 |                                      | Beastie Boys: Fight for Your Right (Revisited) (rövidfilm) | Skirt Suit                         |                    |
| 2011 | A lökött tesó                        | Our Idiot Brother                                          | Cindy Harris                       | Kis-Kovács Luca    |
| 2011 | Muppets                              | The Muppets                                                | Veronica Martin                    | Pikali Gerda       |
| 2012 | Celeste és Jesse mindörökre          | Celeste and Jesse Forever                                  | Celeste Martin                     | Bogdányi Titanilla |
| 2013 |                                      | Decoding Annie Parker                                      | Kim                                |                    |
| 2014 | Flörti dancing                       | Cuban Fury                                                 | Julia                              | Pikali Gerda       |
| 2015 |                                      | Matters of the Heart                                       | N/A                                |                    |
| 2015 |                                      | Hot Girls Wanted (dokumentumfilm)                          | N/A                                |                    |
| 2015 | Agymanók                             | Inside Out                                                 | hangulatlány (hangja)              |                    |
| 2015 |                                      | A Very Murray Christmas                                    | A menyasszony                      |                    |
| 2017 |                                      | Don't Come Back from the Moon                              | Eva Smalley                        |                    |
| 2018 | Zoe                                  | Zoe                                                        | Emma                               |                    |
| 2018 | Haverok harca                        | Tag                                                        | Cheryl Deakins                     | Bánfalvi Eszter    |
| 2018 |                                      | Quincy (dokumentumfilm)                                    | önmaga                             |                    |
| 2018 | A Grincs                             | The Grinch                                                 | Donna Ki (hangja)                  | Bánfalvi Eszter    |
| 2018 | Fehér Agyar                          | White Fang                                                 | Maggie Scott (angol szinkron)      | Györgyi Anna       |
| 2019 | A csend hangja                       | The Sound of Silence                                       | Ellen Chasen                       | Németh Borbála     |
| 2019 | Toy Story 4.                         | Toy Story 4                                                | nem szerepel                       |                    |
| 2019 | Két páfrány között – A film          | Between Two Ferns: The Movie                               | önmaga                             |                    |
| 2019 | Klaus – A karácsony titkos története | Klaus                                                      | Alva (hangja)                      | Balsai Móni        |
| 2019 | Kémesítve                            | Spies in Disguise                                          | Marcy Kappel (hangja)              | Pikali Gerda       |
| 2020 | Felkeverve                           | On the Rocks                                               | Laura Keane                        |                    |